# سادا آبه
سادا آبه (باليابانية: 阿部 定) (28 مايو 1905 - بعد 1970) غيشا وعاهرة يابانية. قتلت حبيبها كيتشيزو إيشيدا (石田 吉蔵) خنقاً  في 18 أيار/مايو 1936، ثم قطعت قضيبه وخصيتيه وحملتها معها في الكيمونو. القصة أصبحت اهتمام وطني ومن أشهر الجرائم في تاريخ اليابان المعاصر، وأصبحت الحادثة مصدر إلهام للعديد من الأفلام وكتاب الروايات والفلاسفة. تم إطلاق سراح آبه بعد أن قضت خمس سنوات في السجن وبعد خروجها كتبت سيرتها الذاتية.

## عائلتها
كانت سادا آبه السابعة من بين ثمانية أطفال لشيجيوشي وكاتسو آبه، وهي عائلة من الطبقة المتوسطة العليا تعمل في صناعة حصير التاتامي في حي كاندا بطوكيو. نجا أربعة فقط من أطفال آبه حتى سن البلوغ، وكانت سادا هي الأصغر منهم. والد سادا، أصله من محافظة تشيبا، تم تبنيه في عائلة آبه للمساعدة في الأعمال التجارية، والتي ورثها في النهاية. وصفت الشرطة شيجيوشي آبه، الذي كان يبلغ من العمر 52 عامًا عند ولادة سادا، بأنه "رجل نزيه ومستقيم" ولم يكن لديه أي رذائل واضحة ولم يكن لديه أي تعارض مع القانون، على الرغم من أن بعض معارفه أفادوا بأنه كان انانياً إلى حد ما. مع ميل للإسراف. وبالمثل، لم يكن لدى والدة سادا أي عيوب قانونية أو أخلاقية معروفة في سجلها.
كان شينتارو شقيق سادا معروفًا بأنه زير نساء، وبعد زواجه هرب بأموال والديه. ومن المعروف أيضًا أن أختها تيروكو كانت لها العديد من العشاق. أرسل والد سادا تيروكو للعمل في بيت للدعارة، وهي طريقة غير شائعة لمعاقبة الإناث على الاختلاط الجنسي في اليابان، على الرغم من أنه سرعان ما اشتراها مرة أخرى. لم يكن ماضي تيروكو عائقًا أمام الزواج بالنسبة لأفراد طبقة آبه في ذلك الوقت، وسرعان ما تزوجت.

## حياتها المبكرة
ولدت آبه عام 1905. وكانت والدتها شغوفة بسادا، التي كانت أصغر أطفالها على قيد الحياة، وسمحت لها أن تفعل ما تشاء. شجعت آبه على تلقي دروس في الغناء والعزف على الشاميسن، وكلاهما نشاطان كانا، في ذلك الوقت، مرتبطين بشكل وثيق بالغيشا، والبغايا أكثر من المساعي الفنية الكلاسيكية. كانت الغيشا تعتبر من المشاهير في ذلك الوقت، وقد اتبعت آبه طريق الغيشا من خلال التغيب عن المدرسة لحضور دروس الموسيقى ووضع مكياج أنيق.
نظرًا لأن المشاكل العائلية بشأن أشقائها تيروكو وشينتارو أصبحت أكثر إلحاحًا، غالبًا ما يتم إرسال آبه خارج المنزل بمفردها. وسرعان ما انضمت لمجموعة من المراهقين. وفي سن الرابعة عشرة، خلال إحدى نزهاتها مع هذه المجموعة، تعرضت للاغتصاب من قبل أحد معارفها، وهو طالب في جامعة كيئو. دافع عنها والداها في البداية ودعماها، لكنها أصبحت مراهقة صعبة المراس. نظرًا لأن آبه أصبحت أكثر انعدامًا للمسؤولية ولا يمكن السيطرة عليها، فقد باعها والداها إلى منزل أوكيا في يوكوهاما في عام 1922، على أمل أن تجد لها مكانًا في المجتمع مع بعض التوجيه. شهدت توكو آبه، الأخت الكبرى لسادا، أن سادا كانت ترغب في أن تصبح غيشا. ومع ذلك، ادعت سادا نفسها أن والدها جعلها غيشا عقابًا لها على اختلاطها.
ثبت أن لقاء آبه مع عالم الغيشا كان محبطًا ومخيبًا للآمال. لكي تصبح نجمًا حقيقيًا بين الغيشا، يتطلب الأمر التلمذة منذ الطفولة، حيث تقضي سنوات في التدريب ودراسة الفنون والموسيقى. لم تتقدم آبه أبدًا إلى ما هو أبعد من الرتبة المنخفضة، وكانت إحدى واجباتها الرئيسية هي توفير الجنس للعملاء. عملت لمدة خمس سنوات بهذه الصفة وفي النهاية أصيبت بمرض الزهري. وبما أن هذا يعني أنها سيُطلب منها الخضوع لفحوصات جسدية منتظمة، تمامًا كما تفعل عاهرة مرخصة قانونًا، فقد قرر آبه الدخول في مهنة ذات أجر أفضل.

## أوائل الثلاثينيات

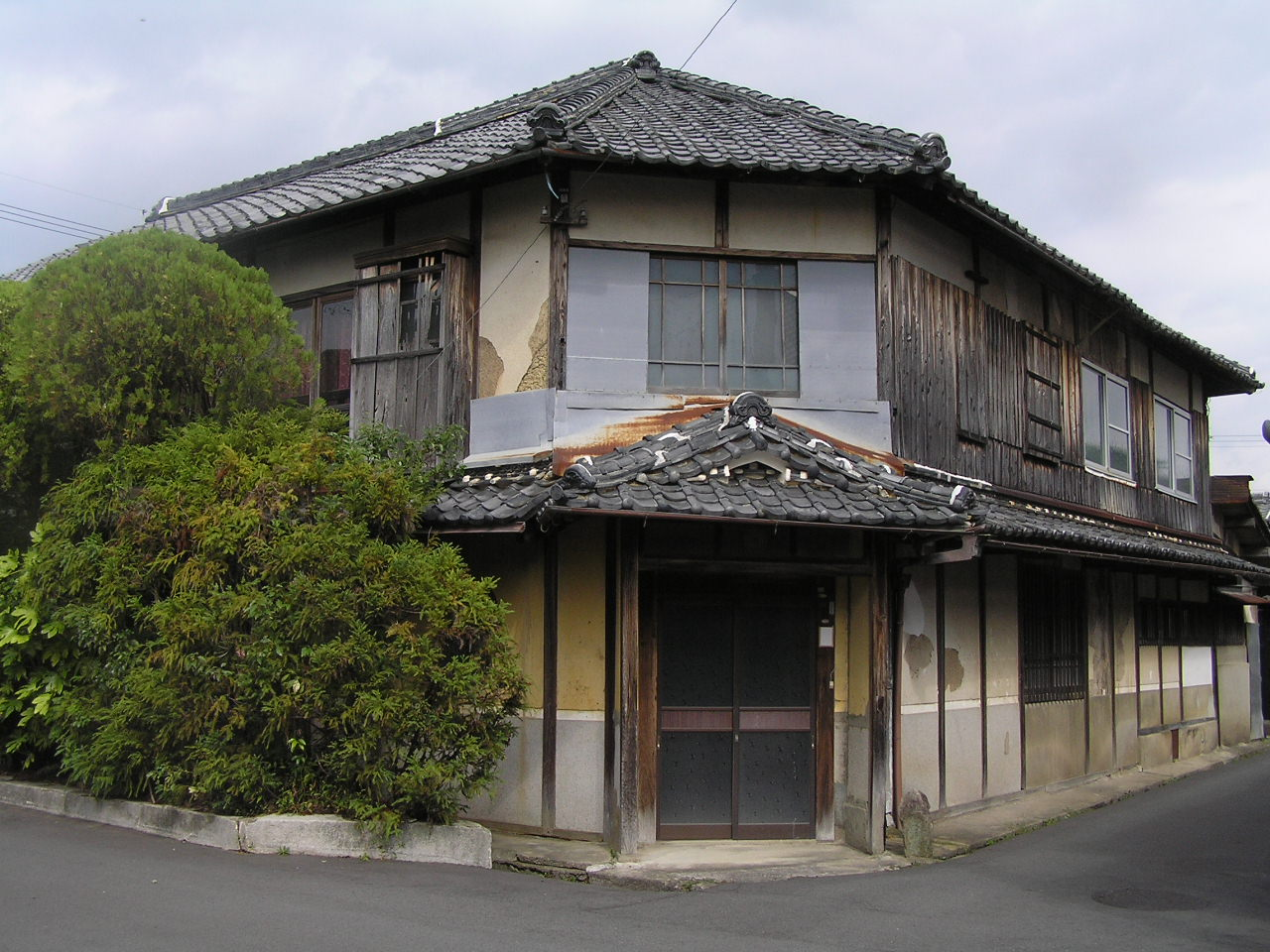
بيت الدعارة حيث تم القبض على آبه.

بدأت آبه العمل كعاهرة في حي توبيتا الشهير ببيوت الدعارة في أوساكا، لكنها سرعان ما اكتسب سمعة كمثير للمشاكل. لقد سرقت الأموال من العملاء وحاولت مغادرة بيت الدعارة عدة مرات، ولكن سرعان ما تم تعقبها من خلال نظام الدعارة القانوني المنظم جيدًا. بعد عامين، نجحت آبه في في الهروب من نظام الدعارة المرخص وبدأت العمل كنادلة. ومع ذلك، نظرًا لعدم رضاها عن الأجر، سرعان ما عادت للعمل كعاهرة مرة أخرى، على الرغم من أنها الآن غير مرخصة، وبدأت العمل في بيوت الدعارة غير المرخصة في أوساكا في عام 1932. توفيت والدة آبه في كانون الثاني/يناير 1933، وسافرت آبه إلى طوكيو لزيارة والدها، وقبر والدتها. دخلت سوق الدعارة في طوكيو وأثناء وجودها أصبحت عشيقة لأول مرة. عندما أصيب والدها بمرض خطير في يناير 1934، قامت آبه بإرضاعه لمدة عشرة أيام حتى وفاته.
في تشرين الأول/أكتوبر 1934، ألقي القبض على آبه في مداهمة للشرطة لبيت الدعارة غير المرخص الذي كانت تعمل فيه في ذلك الوقت. قام كينوسوكي كاساهارا، وهو صديق صاحب بيت الدعارة، بترتيب إطلاق سراحها. انجذب كاساهارا إلى آبه، ووجد أنها ليس عليها ديون، وبموافقة آبه، جعلها عشيقته. أنشأ منزلاً لآبه في 20 كانون الأول/ديسمبر 1934، وزودها أيضًا بدخل. وفي شهادته أمام الشرطة، قال: "لقد كانت قوية حقًا، قوية حقًا. على الرغم من أنني منهك جدًا، إلا أنها كانت كافية لإذهالي. ولم تكن راضية إلا إذا فعلنا ذلك مرتين أو ثلاثة أو أربعة". "مرات في الليلة. بالنسبة لها، كان الأمر غير مقبول إلا إذا كنت أضع يدي على أعضائها التناسلية طوال الليل... في البداية كان الأمر رائعًا، ولكن بعد بضعة أسابيع شعرت بالإرهاق قليلاً." عندما اقترحت آبه على كاساهارا أن يترك زوجته ليتزوجها، رفض. ثم طلبت من كاساهارا السماح لها بأخذ حبيب آخر، وهو ما رفضه أيضًا. بعد ذلك، انتهت علاقتهما، وهربًا منه غادرت آبه إلى ناغويا. أنهى كاساهارا شهادته بملاحظة غاضبة عن آبه: "إنها عاهرة وعاهرة. وكما يوضح ما فعلته، فهي امرأة يجب أن يخافها الرجال". وبالمثل ، تذكر آبه كاساهارا بعبارات أقل إطراء، قائلاً: "لم يحبني وعاملني كحيوانة. لقد كان من النوع الحثالة الذي كان يتوسل إلي عندما قلت إنه يجب علينا الانفصال".
في ناغويا في عام 1935، بدأ آبه، التي كانت تنوي ترك الدعارة مرة أخرى، العمل كخادمة في أحد المطاعم. وسرعان ما انخرطت في علاقة عاطفية مع أحد عملاء المطعم، جورو أوميا، وهو أستاذ ومصرفي يطمح إلى أن يصبح عضوًا في البرلمان الياباني. مع العلم أن المطعم لم يتسامح مع قيام الخادمة بإقامة علاقات جنسية مع العملاء، وبعد أن شعرت بالملل من ناغويا، عادت إلى طوكيو في حزيران/يونيو. التقت أوميا بآبه في طوكيو، واكتشفت أنها أصيبت سابقًا بمرض الزهري، ودفعت تكاليف إقامتها في منتجع الينابيع الساخنة في كوساتسو من تشرين الثاني/نوفمبر حتى كانون الثاني/يناير 1936. وفي كانون الثاني/يناير، اقترحت أوميا أن تصبح آبه مستقله ماليًا عن طريق فتح مطعم صغير، و أوصت بأن تبدأ العمل كمتدربة في مجال المطاعم.

## التعرف على كيتشيزو إيشيدا
بالعودة إلى طوكيو، بدأت آبه العمل كمتدربة في مطعم يوشيدايا في الأول من شباط/فبراير عام 1936. وقد شق مالك هذا المطعم، كيتشيزو إيشيدا، الذي كان يبلغ من العمر 42 عامًا في ذلك الوقت، طريقه في العمل، حيث بدأ كمتدرب في أحد المطاعم. متخصص في أطباق الأنقليس. افتتح مطعم يوشيدايا في حي ناكانو بطوكيو في عام 1920. عندما انضمت آبه إلى مطعمه، كان إيشيدا معروفًا بأنه زير نساء ولم يكن في ذلك الوقت يدير المطعم فعليًا، وكان يُدار واقعاً من قبل زوجته.
بعد وقت قصير من بدء آبه العمل في مطعم يوشيدايا، بدأ إيشيدا في التقرب منها. لم تكن زوجته أوميا تُرضيه جنسيًا، وكانت آبه تستجيب لتحرشات إيشيدا. في منتصف نيسان/أبريل، بدأ إيشيدا وآبه علاقتهما الجنسية في المطعم بمصاحبة أغنية رومانسية غنتها إحدى فتيات الغيشا في المطعم. في 23 نيسان/أبريل 1936، التقى آبه وإيشيدا في لقاء جنسي تم الترتيب له مسبقًا في مقهى أو ماتشياي، في حي شيبويا. خططا للاقامة لفترة قصيرة، وبدلاً من ذلك بقيا لمدة أربعة أيام. في ليلة 27 نيسان/أبريل، انتقلوا إلى مقهى آخر في حي فوتاكو تاماغاوا البعيد حيث واصلوا الشرب وممارسة الجنس، أحيانًا بمرافقة غناء الغيشا، وكانوا يستمرون حتى عندما تدخل الخادمات الغرفة لتقديم الساكي. انتقلوا بعد ذلك إلى حي أوغو. ولم يعد إيشيدا فعليًا إلى مطعمه حتى صباح يوم 8 أيار/مايو، بعد غياب دام حوالي أسبوعين. قالت آبه لاحقًا عن إيشيدا: "من الصعب أن نقول بالضبط ما هو الشيء الجيد في إيشيدا. ولكن كان من المستحيل قول أي شيء سيئ عن مظهره، وموقفه، ومهارته كعاشق، والطريقة التي عبر بها عن حبه والمشاعر. لم أقابل مثل هذا الرجل المثير من قبل."
بعد انتهاء اللقاء الذي دام أسبوعين، أصبحت آبه مضطربه وبدأت في الإفراط في الشرب. قالت إنها تعرفت على الحب الحقيقي لأول مرة في حياتها مع إيشيدا، وفكرة عودة إيشيدا إلى زوجته جعلتها تشعر بالغيرة الشديدة. قبل ما يزيد قليلاً عن أسبوع من مقتل إيشيدا، بدأت آبه بالتفكير في قتله. في 9 أيار/مايو 1936، حضرت مسرحية هاجمت فيها إحدى الغيشا عشيقها بسكين كبير، وبعد ذلك قررت تهديد إيشيدا بسكين في لقائهما التالي. في 11 أيار/مايو، رهنت آبه بعض ملابسها واستخدمت المال لشراء سكين مطبخ. وصفت لاحقًا لقاء إيشيدا في تلك الليلة، قائلة: "لقد أخرجت سكين المطبخ من حقيبتي وهددته كما حدث في المسرحية التي شاهدتها، قائلة: "كيتشي، لقد ارتديت هذا الكيمونو فقط لإرضاء أحد عملائك المفضلين. أيها الوغد، سأقتلك من أجل ذلك. لقد أذهل إيشيدا وابتعد قليلاً، لكنه بدا سعيدًا بكل ذلك..."

## مقتل إيشيدا

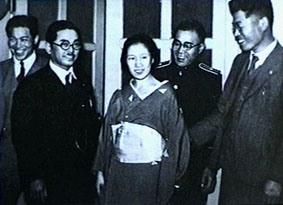
صورة صحفية التقطت بعد وقت قصير من اعتقال آبه، في مركز شرطة تاكاناوا، طوكيو في 20 أيار/مايو 1936.

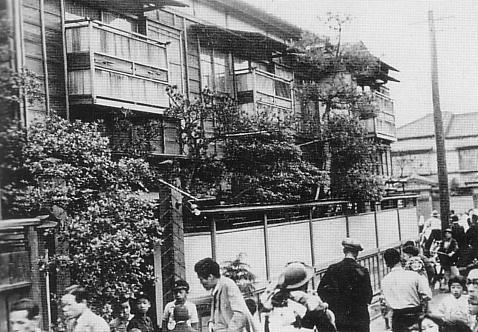
موقع حادثة سادا آبه.

عاد إيشيدا وآبه إلى أوغو، حيث بقيا حتى مقتله. أثناء ممارسة الجنس هذه المرة، وضعت آبه السكين على قضيب إيشيدا، وقال إنها ستتأكد من أنه لن يلعب أبدًا مع امرأة أخرى. ضحك إيشيدا على هذا. بعد ليلتين من ممارسة الجنس هذه، بدأت آبه في خنق إيشيدا، وطلب منها الاستمرار، قائلاً إن هذا يزيد من سعادته. لقد جعلته يفعل ذلك لها أيضًا. في مساء يوم 16 أيار/مايو 1936، استخدمت آبه أداة الأوبي الخاصة بها لقطع تنفس إيشيدا أثناء النشوة الجنسية، واستمتع كلاهما بذلك. وكررو ذلك لمدة ساعتين إضافيتين. بمجرد أن توقفت آبه عن الخنق، أصبح وجه إيشيدا مشوهًا ولم يعود إلى مظهره الطبيعي. تناول إيشيدا ثلاثين قرصًا من المسكنات التي تسمى كالموتين لمحاولة تهدئة آلامه. وفقًا لآبه، عندما بدأ إيشيدا في النعاس، قال لها: "سوف تضعين الحبل حول رقبتي وتضغطين عليه مرة أخرى أثناء نومي، أليس كذلك... إذا بدأت في خنقي، فلا تتوقفي". لأنه مؤلم جدًا بعد ذلك." وعلقت آبي بأنها تساءلت عما إذا كان يريد منها أن تقتله، ولكن بعد التفكير قررت أنه كان يمزح.
في حوالي الساعة الثانية صباحًا يوم 18 أيار/مايو 1936، بينما كان إيشيدا نائمًا، لفت آبه وشاحها مرتين حول رقبته وخنقته حتى الموت. وقالت للشرطة لاحقًا: "بعد أن قتلت إيشيدا، شعرت براحة تامة، كما لو أن حملًا ثقيلًا قد تم رفعه عن كتفي، وشعرت بإحساس بالوضوح". بعد الاستلقاء مع جسد إيشيدا لبضع ساعات، قامت بعد ذلك بقطع قضيبه وخصيتيه بسكين المطبخ، ولفهما في غلاف مجلة، واحتفظت بهما حتى اعتقالها بعد ثلاثة أيام. كتبت بالدم على فخذ إيشيدا الأيسر وعلى ملاءة السرير، "نحن، سادا وكيتشي إيشيدا، وحيدون". ثم قامت بنحت كلمة سادا في ذراعه اليسرى. بعد أن ارتدت ملابس إيشيدا الداخلية، غادرت النزل في حوالي الساعة 8 صباحًا، وأخبرت الموظفين بعدم إزعاج إيشيدا.
بعد مغادرة النزل، التقت آبه بحبيبها السابق غورو أوميا. لقد اعتذرت له مرارًا وتكرارًا، لكن أوميا، الذي لم يكن على علم بجريمة القتل، افترض أنها كانت تعتذر عن اتخاذها حبيبًا آخر. في الواقع، كانت اعتذارات آبه تتعلق بالضرر الذي لحق بمسيرته السياسية، والذي كانت تعرف أن ارتباطه بها لا بد أن يسببه. بعد اكتشاف جثة إيشيدا، بدأ البحث عن آبه التي اختفت. في 19 أيار/مايو 1936 تناولت الصحف القصة. لقد دمرت مسيرة أوميا المهنية، وخضعت حياة آبه لتدقيق عام مكثف منذ تلك اللحظة فصاعدًا.

## روابط خارجية
- سادا أبه على موقع IMDb (الإنجليزية)
- سادا أبه على موقع قاعدة بيانات الفيلم (الإنجليزية)
- سادا أبه على موقع كينوبويسك (الروسية)